# Carly Chaikin
Carly Hannah Chaikin (Santa Monica, 26 marzo 1990) è un'attrice statunitense.
Ha recitato nel film The Last Song con Miley Cyrus, e ha ottenuto il suo primo ruolo da protagonista come Dalia Royce in Suburgatory. Dal 2015, interpreta Darlene nella serie televisiva USA Network Mr. Robot.

## Filmografia

### Cinema
- The Consultants, regia di Dave Fraunces (2009)
- The Last Song, regia di Julie Anne Robinson (2010)
- Escapee, regia di Campion Murphy (2011)
- My Uncle Rafael, regia di Marc Fusco (2012)
- In a World... - Ascolta la mia voce (In a World...), regia di Lake Bell (2013)
- Bad Blood, regia di Adam Silver (2015)
- Zoe ci prova (Social Animals), regia di Theresa Bennett (2018)
- Al di là delle apparenze (Last Moment of Clarity), regia di Colin Krisel e James Krisel (2020)

### Televisione
- NTSF:SD:SUV – serie TV, 1 episodio (2012)
- Harder Than It Looks – serie TV, 1 episodio (2012)
- Suburgatory – serie TV, 57 episodi (2011-2014)
- Maron – serie TV, 1 episodio (2015)
- Mr. Robot – serie TV, 43 episodi (2015-2019)
- Into the Dark – serie TV, episodio 1x04 (2018)

## Doppiatrici italiane
Nelle versioni in italiano delle opere in cui ha recitato, Carly Chaikin è stata doppiata da:
- Alessia Amendola in The Last Song, Suburgatory, Mr. Robot, Zoe ci prova
- Stella Musy in Into the Dark
- Sara Vitagliano in Al di là delle apparenze